# Mazda 767
Chronologie des modèles
Mazda 757 Mazda 767B
La Mazda 767, homologuée pour courir dans la catégorie Groupe C de la fédération internationale du sport automobile (FISA) ainsi que la catégorie IMSA GTP de l'International Motor Sports Association (IMSA). Elle est construite et développée par Mazda et sa filiale Mazdaspeed pour participer au championnat du monde des voitures de sport, au Championnat IMSA GT ainsi qu'au championnat du Japon de sport-prototypes. Trois exemplaires ont été construits.